# 胡頌平

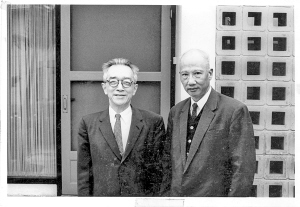
胡颂平（右）与胡适（左）1958年时合影

胡頌平（1904年—1988年），浙江溫州人，他是前中华民国中央研究院院長胡適1958年至1962年去世前的秘書。
胡頌平編過《胡適之先生年譜長編初稿》，全書長達三百餘萬字，是研究胡適的必備參考書。但李敖曾指出這些資料有刪節之虞。。胡適晚年常同他談到一些歷史、文化、人物，胡頌平都記在《胡適之先生晚年談話錄》一書裡，他曾經想讓胡適看這些記錄，但胡適最後還是沒看，胡适說“你還是當做我不知道的記下去，不要給我看”。唐德剛在〈民主先生與自由男神〉一文中曾暗示胡頌平本來是奉命監控胡适，但後來竟成了「胡學」的“程門立雪派”，唐德剛同時認為《初稿》並不完備，他指出胡適有二十七年的時間在美國，這一段胡適的生活，胡頌平根本不熟悉。